# George Vernon (MP)
George Vernon (1661-1735) foi um político inglês de um eleitorado de Surrey no final do século XVII e início do século XVIII.
Vernon nasceu em Farnham. O seu pai tinha sido o MP por Haslemere. Ele também serviu em três ocasiões diferentes como parlamentar da cidade.